# 廖先翔
廖先翔（1988年6月12日—），中華民國政治人物，中國國民黨籍，現任新北市第十二選舉區立法委員。曾任新北市議會議員、立法委員李彥秀青年諮議團團長、其父新北市議員廖正良服務處執行長。

## 個人背景
廖先翔出生於臺灣基隆市，在臺北縣汐止市（今新北市汐止區）長大；求學時期就讀台北縣崇德國小、時雨國中，台北市松山高中，元智大學電機工程學系學士，國立政治大學行政管理碩士。
父親廖正良，曾任新北市議會議員。廖先翔與太太育有一子，2024年7月補辦婚宴，不少國民黨籍政治人物到場祝賀。

## 從政
2018年原任新北市議員的父親廖正良涉入司法案件放棄競選連任，廖先翔以議員特助身份頂替父親參選新北市議員且成功當選，並於2022年地方選舉以第十一選區最高票連任市議員。
2024年當選新北市第十二選舉區立法委員。

### 面臨罷免
2025年，廖先翔被選民連署要求罷免。廖先翔得到侯友宜、謝國樑支持聲援，廖先翔、李彥秀二人亦作出區域聯防反罷免。「齊心斷翔」的領頭人陳正敬批評廖先與中國政協主席王滬寧握手、鞠躬哈腰，還在立法院推出不少親中賣台的法案，甚至在立法院用暴力對付女性立委，事後還嘻嘻哈哈，真是讓汐止選民感到羞恥。陳正敬指出，中配六改四更加方便中配輕鬆取得居留權，還可以依親，等於對移民政策大開方便之門。他還提到，廖先連署《離島建設條例》，設立中國自貿區，讓中國來洗產地，現在台美又在談對等關稅，如果導致台灣適用中國關稅，受影響的就會是傳統產業。
罷免案期間，賴品妤表明支持罷免廖先翔，又批評廖先翔在蕭美琴被中國政府衝撞事件期間言論言論。

## 爭議

### 親北京爭議
2024年4月，他與傅崐萁及其他16名中國國民黨籍立法委員赴中國大陸參訪，並會見中國共產黨中央政治局常委、政協主席王滬寧和國台辦主任宋濤等人，引起台灣廣泛關注。
另外，在大罷免期間，他在罷免說明會上回應離島建設條例中的國際醫療特區質疑時，主張中華人民共和國籍的大陸醫師不是外國醫師。

### 違建收賄案共犯爭議
廖先翔的父親廖正良擔任新北市議員期間，因為收賄關說延緩違建拆除被起訴，經地方法院與高等法院二審有罪判決，依貪污治罪條例被判刑6年，褫奪公權3年，案件目前仍在上訴中。民進黨籍新北市議員戴瑋姍指控，廖正良違建關說案關鍵的施壓公文由當任其父服務處助理的廖先翔經手，認為廖是收賄案司法認證的共犯。
判決書記載時任廖正良服務處主任廖先翔，在該拆除時間通知書蓋上「新北市議員廖正良」條戳後，傳真至新北違建拆除大隊，施壓延緩違建拆除的執行，此關說過程為廖正良在司法訴訟中不爭執之事實。

### 侵占國有地爭議
2023年11月，廖先翔的父親廖正良被爆料在2014年違法擴建位於新北市汐止區山區保育地林業用地的房屋，面積約800坪的豪華莊園涉嫌侵占國土、濫墾山坡地、排放汙水、假門牌竊電等。對此，廖先翔表示該處為父親的老家，擴建確實違反法規，並稱「謝謝爸爸為了他而放棄夢想」，進而引發網路上的爭議。
新北市政府會勘後認定此處為違建，將擇日拆除。同月5日，動工拆除。對此，廖先翔表示已雇工開始執行「整棟拆除」，並呼籲賴清德用同樣的標準，盡速處理上一代留下的違規行為，不要「不要比我漏氣」。2024年12月底，士林地方檢察署表示汐止水源段土地侵佔案則尚在偵辦當中。
不過，2024年立委選舉期間，廖先翔仍控告在選舉看板指控上述違建爭議的競選對手賴品妤違反選罷法，最後賴品妤獲不起訴確定。

### 不法獲利爭議
廖父在新北市汐止區茄苳路經營的停車場，也被指控將周邊國有財產署所有的道路用地作為停車格出租，涉嫌侵佔國有土地。廖先翔表示停車場土地是父親向地主合法承租，亦有土地承租契約為證。2023年11月6日，立委洪申翰至實地辦理會勘，發現廖先翔父子侵占十幾筆新北市政府管轄的公有土地，還有違反土地使用分區違法經營停車場，長年不法獲利超過5000萬，並經交通部公路局與新北市府當場證實廖家侵占公路局國有地，而且根本未申請停車場證違法經營，新北市議員林秉宥指出證明了廖先翔說謊。11月30日，網紅「四叉貓」至茄苳路停車場勘查，質疑廖先翔疑似僅透過拆除遮雨棚演出拆除秀。2024年1月至4月間，士林地方檢察署在現場丈量後，認定茄苳路停車場使用的土地未在國有地上，認定罪嫌不足，於同年底做出不起訴處分。

### 侵占保護區爭議
11月8日，廖先翔家族又遭爆出於新台五路二段經營的停車場也占用國家保護土地並違法經營，且該停車場的客服資訊竟是廖先翔服務處的電話，甚至利用公費助理擔任客服人員，挨批「停車場小王子」，廖先翔因而坦承違法行為並致歉。
賴品妤於2023年12月間懸掛看板指控上述廖先翔之違建爭議，遭廖先翔控告違反選罷法，士檢檢察官認為，依據賴品妤辦公室提出與廖先翔父子有關的司法判決及新聞報導，客觀上有資料來源，可認刊登的看板內容尚非無據，看板於選舉期間設立，內容事關公益而屬可受公評；認為賴品妤罪嫌不足，給予不起訴處分。廖先翔不服，向台灣高等檢察署聲請再議；經高檢署審查後，認為廖先翔聲請再議無理由，駁回再議，賴品妤獲不起訴確定。2024年1月至4月間，士林地方檢察署在現場丈量後，認定新台五路停車場使用的土地未在國有地上，認定罪嫌不足，於同年底做出不起訴處分。

### 學倫爭議
12月22日，民進黨不分區立委候選人王義川聲稱「廖先翔寫下了一本中華民國史上最厲害的碩士論文」，隨後在個人臉書上表示廖先翔在繳交政治大學碩士論文初稿時，所有訪談都還沒做，質疑其論文大有問題。
同月27日，不分區立委候選人沈伯洋指出廖先翔的碩士論文不但「先上車後補票」，涉以空白內容詐取口試資格，且其口試委員竟是他論文的研究標的、同黨新北市議員陳儀君，指控其嚴重違反利益迴避。廖先翔回應，論文若有問題應早被檢舉。

### 刪減預算

#### 外交部
廖先翔在立法院審查114年度總預算時，提案刪減外交部4億元預算，理由是中國未依約增購宏都拉斯白蝦卻又未與我國恢復邦交，並指去年民進黨立委立委林靜儀、劉世芳、羅致政也提出類似提案，凍結500萬元外交部預算，要求推動其他國家採購替代產品。此舉引發不滿，質疑宏都拉斯斷交是該國自主選擇，與台灣外交部無關，砍預算邏輯荒謬。因此，有一些不喜歡廖先翔的人，稱呼他為「廖先蝦」。

### 質疑蕭美琴被衝撞言論
副總統蕭美琴於2024年初出訪捷克，捷克軍情局證實，出訪期間中國駐捷克大使館意圖跟監、攻擊蕭美琴。廖先翔認為此為假新聞並質疑此事的真實性，引起一些人的批評。

## 選舉紀錄
| 年度 | 選舉屆數             | 選舉區             | 所屬政黨   | 得票數 | 得票率 | 當選標記   | 備註 |
| ---- | -------------------- | ------------------ | ---------- | ------ | ------ | ---------- | ---- |
| 2018 | 第三屆新北市議員選舉 | 新北市第十選舉區   | 中國國民黨 | 28,204 | 23.57% |            |      |
| 2022 | 第四屆新北市議員選舉 | 新北市第十一選舉區 | 中國國民黨 | 32,190 | 29.33% | 選舉區重劃 |      |
| 2024 | 第十一屆立法委員選舉 | 新北市第十二選舉區 | 中國國民黨 | 92,489 | 50.83% |            |      |

## 外部連結
- 廖先翔的Facebook專頁